# عملیات شنود پروتکل مدیریت گروه اینترنتی

یک مثال از تاثیر IGMP در ترافیک یک LAN

عملیات شنود پروتکل مدیریت گروه اینترنتی یا Internet Group Management Protocol snooping فرآیند گوش دادن به ترافیک شبکه پروتکل مدیریت گروه اینترنت (IGMP) برای کنترل تحویل چندپخشی IP است. سوئیچ‌های شبکه به وسیله IGMP snooping به مکالمه IGMP بین میزبان‌ها و روترها گوش داده و نقشه‌ای از اینکه کدام لینک‌ها به کدام انتقال چندپخشی IP نیاز دارند، نگه می‌دارند. چندپخش‌ها می‌توانند از لینک‌هایی که به آن‌ها نیاز ندارند، فیلتر شوند تا پهنای باند را در آن لینک‌ها حفظ کنند.
عملیات IGMP snooping در یک RFC اطلاعاتی از IETF توصیف شده است، اما بر عملکردهای پل‌زنی تأثیر می‌گذارد که تحت نظر IEEE است. به دلیل عدم وجود یک استاندارد معتبر، این فرآیند ممکن است در تجهیزات مختلف به‌طور متفاوتی عمل کند.

## هدف
یک سوئیچ، به طور پیش‌فرض، ترافیک چندپخشی را به تمام پورت‌های یک دامنه پخش (یا معادل VLAN ) سرازیر می‌کند. Multicast می‌تواند بار غیرضروری را بر روی دستگاه های میزبان با الزام آنها به پردازش بسته‌هایی که درخواست نکرده‌اند ایجاد کند. هنگامی که به طور هدفمند مورد سوء استفاده قرار می‌گیرد، می تواند مبنای یک حمله انکار سرویس باشد. عملیات شنود پروتکل مدیریت گروه اینترنتی، به منظور جلوگیری از دریافت ترافیک میزبان‌ها در یک شبکه محلی برای گروه چندپخشی که به صراحت به آن ملحق نشده‌اند طراحی شده است. این سوئیچ‌ها مکانیزمی را برای حذف ترافیک چندپخشی از پیوندهایی که شامل شنونده چندپخشی (یک کلاینت IGMP) نیستند، فراهم می‌کند.
اساسا، IGMP snooping یک بهینه سازی لایه 2 برای لایه 3 IGMP است. IGMP snooping به صورت داخلی روی سوئیچ ها انجام شده و یک ویژگی پروتکل نیست. همچنین IGMP snooping به یک سوئیچ اجازه می‌دهد تا فقط ترافیک چندپخشی را به لینک‌هایی که آنها را درخواست کرده‌اند، ارسال کند. بنابراین Snooping به ویژه برای برنامه‌های چندپخشی IP با پهنای باند مانند IPTV مفید است.
1. ↑  https://datatracker.ietf.org/doc/html/rfc4541

## وضعیت استاندارد
اگرچه IGMP snooping یک تکنیک مهم است، اما با دو سازمان استاندارد همپوشانی دارد، یعنی IEEE که سوئیچ‌های اترنت را استاندارد می‌کند و IETF که چندپخشی IP را استاندارد می‌کند. این بدان معناست که هیچ نهاد استاندارد مشخصی مسئول این تکنیک نیست. به همین دلیل، RFC 4541 دربارهٔ IGMP snooping تنها وضعیت اطلاعاتی دارد، با وجود اینکه در کارهای استاندارد دیگر، مانند RFC 4903، به‌عنوان هنجاری اشاره شده است.

## گزینه های پیاده سازی

### جستار IGMP
برای اینکه IGMP و در نتیجه IGMP snooping کار کند، باید یک روتر چندپخشی در شبکه وجود داشته باشد و کوئری‌های IGMP را تولید کند. بدون جستار، گزارش عضویت IGMP ممکن است ناقص باشد و جداول مرتبط با پورت‌های عضو و گروه‌های چندپخشی به طور بالقوه ناقص هستند و جاسوسی به طور قابل اعتماد کار نخواهد کرد. برخی از پیاده‌سازی‌های جاسوسی IGMP دارای قابلیت Querier کامل هستند.
IGMPv2 و IGMPv3 شامل مواردی برای انتخاب یک جستار در صورت وجود چندگانه هستند. به درخواست کننده با کمترین آدرس IP این نقش داده می‌شود.
جستارهای عمومی IGMP از جستار باید بدون قید و شرط توسط همه سوئیچ‌های درگیر در جستجوی IGMP ارسال گردند.

### گزارش پراکسی
عملیات شنود پروتکل مدیریت گروه اینترنتی با گزارش پراکسی یا سرکوب گزارش به طور فعال بسته‌های IGMP را فیلتر می‌کند تا بار روی روتر چندپخشی را کاهش دهد.  اتصالات و برگه‌هایی که به سمت بالادست روتر می‌روند فیلتر می‌شوند تا فقط حداقل مقدار اطلاعات ارسال شود. سوئیچ سعی می‌کند اطمینان حاصل کند که روتر فقط یک گزارش واحد برای گروه دارد، صرف نظر از تعداد شنوندگان فعال. اگر دو شنونده فعال در یک گروه وجود داشته باشد و اولین شنونده آن را ترک کند، سوئیچ تشخیص می‌دهد که روتر به این اطلاعات نیاز ندارد زیرا از نظر روتر بر وضعیت گروه تأثیر نمی‌گذارد. دفعه بعد که یک درخواست معمول از روتر وجود داشت، سوئیچ پاسخ را از میزبان باقی مانده ارسال می‌کند. در صورت وجود گزارش پراکسی، روتر عموما فقط از آخرین عضو گروه مطلع می‌شود.

### همچنین ببینید
Multicast Listener Discovery - توابع IGMP را برای IPv6 فراهم می‌کند.